# チヴィダーレ・デル・フリウーリ
チヴィダーレ・デル・フリウーリ（伊: Cividale del Friuli）は、イタリア共和国フリウリ＝ヴェネツィア・ジュリア州ウーディネ県にある、人口約11,000人の基礎自治体（コムーネ）。
この都市は、ユリウス・カエサルが築いた古代都市にさかのぼり、中世にはこの地方の政治的な中心都市のひとつであった。フリウーリという地方名はこの都市の古名が起源となっている。現在は静かな小都市であり、中世の面影を残した市街地は観光地となっている。ランゴバルド王国が遺した遺跡は、ユネスコの世界遺産に登録されている。

## 名称
標準イタリア語以外では以下の名称を持つ。
- フリウリ語: Cividât
- スロベニア語: Čedad
- ドイツ語: Östrich

この都市は、古くはラテン語で「ユリウスのフォルム（広場）」を意味する Forum Iulii といい、これは当地の総督を務めていたユリウス・カエサルにちなんで付けられたものである（フランスのフレジュスも同じ語源を持つ）。フリウーリという地方名はこの都市の名が変化したものである。なお、ジュリア・アルプス山脈は、その麓にユリウス・カエサルが築いたこの都市があることからの命名である。

## 地理

### 位置・広がり
ウーディネ県東部に位置するコムーネで、スロベニアとの国境にも近い。チヴィダーレの市街は、県都ウーディネから東へ約15km、ゴリツィアから西北へ約23km、アクイレイアから北へ約37kmの距離にある。

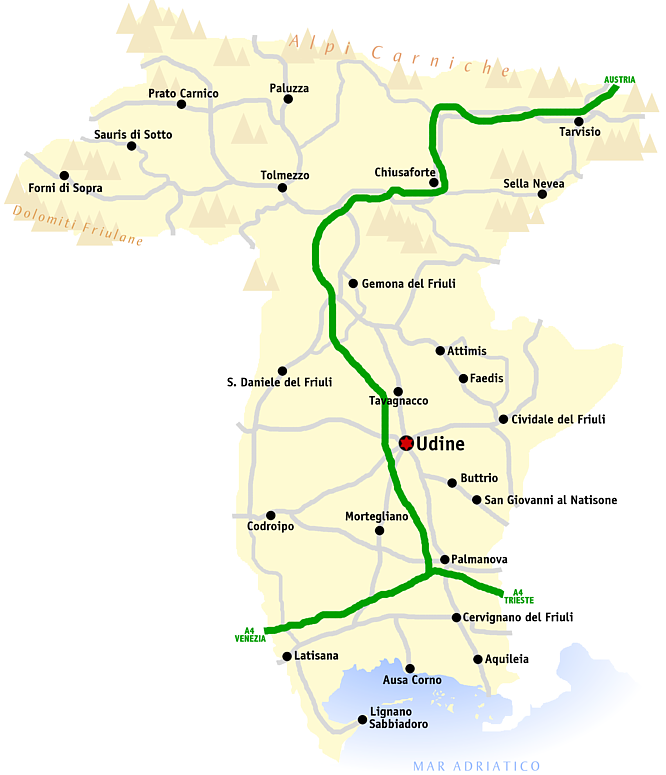
ウーディネ県概略図

#### 隣接コムーネ
隣接するコムーネは以下の通り。
- サン・ピエトロ・アル・ナティゾーネ - 北東
- プレポット - 南東
- コルノ・ディ・ロザッツォ - 南
- プレマリアッコ - 南西
- モイマッコ - 西
- トッレアーノ - 北西

### 地勢
東部アルプスのジュリア・アルプス山脈のふもとに位置し、市街はナティゾーネ川 (Natisone) のほとりにたたずむ。

### 気候分類・地震分類
チヴィダーレ・デル・フリウーリにおけるイタリアの気候分類 (it) および度日は、zona E, 2676 GGである。
また、イタリアの地震リスク階級 (it) では、zona 2 (sismicità media) に分類される。

## 歴史

### 古代
チヴィダーレは、紀元前50年にガリア・キサルピナ属州総督であったユリウス・カエサルによって、ローマ共和国のムニキピウムとして建設された。アクイレイアとウェルディデナ（現在のインスブルック）を結んで新たに開かれたイウリア・アウグスタ街道 (it:Via Iulia Augusta) に沿って築かれたもので、当時の名称は Forum Iulii（「ユリウスのフォルム（広場）」を意味する）と言った。考古学的な成果からは、この地域にはそれ以前からウェネティイ人 (Adriatic Veneti) やケルト人が定住していたことが分かっている。
5世紀初頭に、アクイレイアやイウリウム・カルニクム（Iulium Carnicum、現在のズーリオ）といった都市が破壊されると、この都市はこの地方の中心都市となった。この地方は、この都市の名からフリウーリと呼ばれることになる。

### 中世
568年、アルボイーノ（アルボイン）が率いるランゴバルド人が東ローマ帝国領であった北イタリアに侵入したが、この都市は主要都市としては最初に占領され、ランゴバルド王国が建国されると、最初の首都に選ばれた。その後、アルボイーノは甥のギスルフ (Gisulf I of Friuli) をフリウーリ公とし、この都市はフリウーリ公国 (Duchy of Friuli) の都となった。774年、ランゴバルド王国はフランク王国によって滅ぼされるが、フリウーリ公ロドガンド (Hrodgaud of Friuli) は776年までフランク王国に対する抵抗を続けた。カール大帝のもと、Forum Iulii はその名をキヴィタス・アウストリアエ（Civitas Austriae）、すなわちフランク領イタリアの「東の都市」を意味するものに改められた。
フランク王国（カロリング朝）とローマ教皇との提携の下、アクイレイアの総大司教 (Patriarch of Aquileia) が773年にこの都市に拠点を移し、1031年にアクイレイアに帰還するまでこの都市に居住している。1077年、神聖ローマ帝国はアクイレイア総大司教国 (Patriarchate of Aquileia (state)) を認めるが、チヴィダーレはその首都にもなっている。1238年、総大司教はウーディネに移転するが、このことはウーディネとチヴィダーレとの間の確執を生んだ。この対立は、両都市が15世紀前半に相次いでヴェネツィア共和国に屈する（1419年にチヴィダーレが陥落、1420年にウーディネが陥落）まで続いた。1420年、チヴィダーレは正式にヴェネツィア共和国に編入された。

### 近代・現代
ナポレオン戦争後、オーストリア帝国の一部であるロンバルド＝ヴェネト王国に編入された。
1866年、イタリア王国の一部となる。

## 行政

### 分離集落
チヴィダーレ・デル・フリウーリには、以下の分離集落（フラツィオーネ）がある。
- Carraria, Fornalis, Gagliano, Grupignano, Purgessimo, Rualis, Rubignacco, San Giorgio, Sanguarzo, Spessa

## 文化・観光

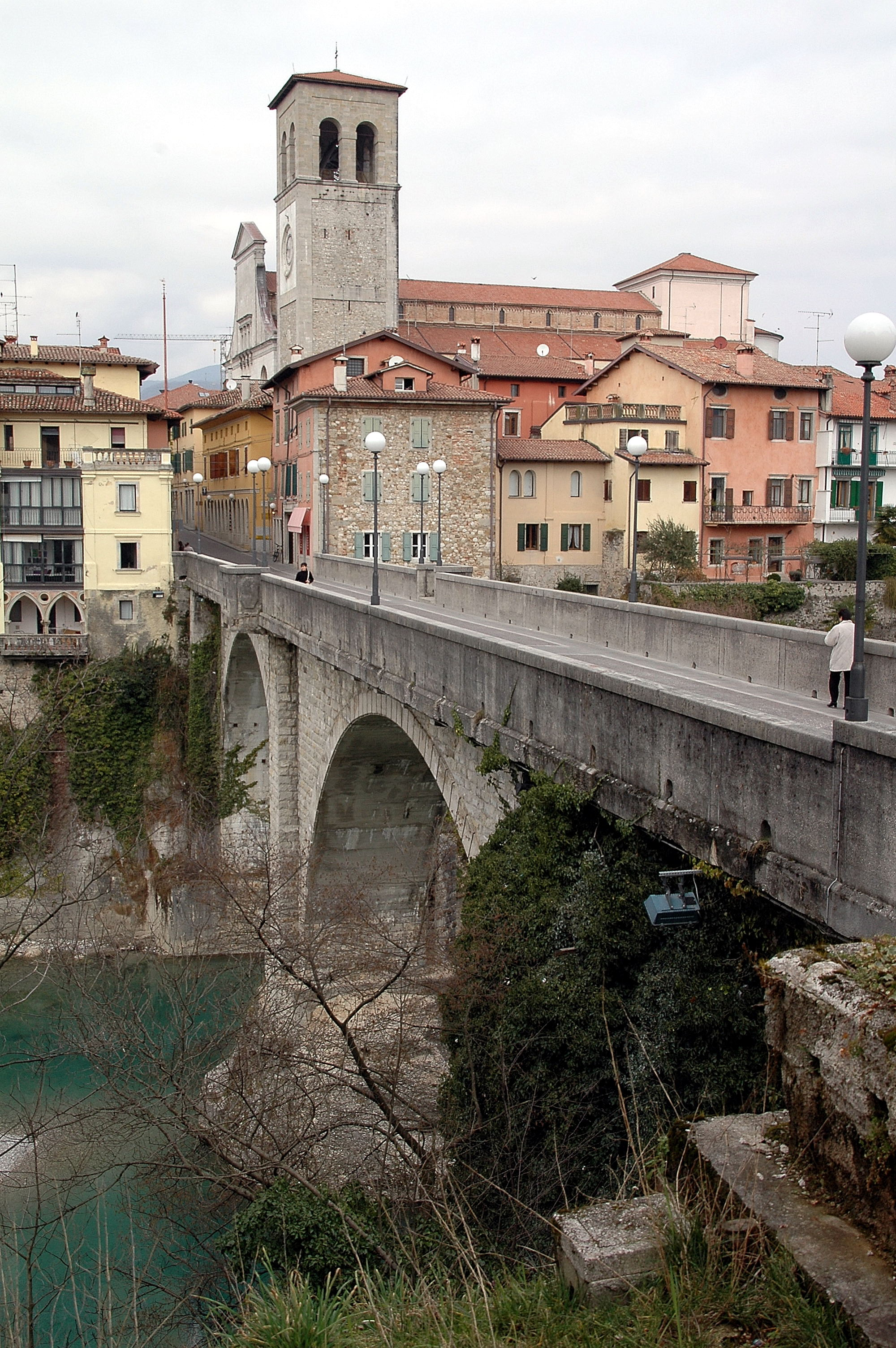
悪魔橋

旧市街の中心にはドゥオーモ広場がある。広場に面して、チヴィダーレ国立考古学博物館 (it:Museo archeologico nazionale (Cividale)) が所在する。その付近にあるパラッツォ・プレトリオ (it:Palazzo Pretorio (Cividale del Friuli)) は、1565年にアンドレーア・パッラーディオによって設計されたものである。
この都市はナティゾーネ川によって2つに分けられているが、その両岸を結ぶのが「悪魔橋」 (it:Ponte del Diavolo (Cividale del Friuli)) である。この橋が最初に架けられたのは15世紀のことで、その後1918年に再建されている。
また、この都市にある「ケルト人のヒュポゲウム（地下石室）」 (it:Ipogeo celtico) も特筆される。古代に岩盤を穿って作られたホールの一群であるが、この施設の目的ははっきりしていない。ケルト人が埋葬のモニュメントとして利用したという説、ローマ人（あるいはランゴバルド人）が牢獄として用いたという説が提案されている。
チヴィダーレの大聖堂（ドゥオーモ） (it:Duomo di Cividale del Friuli) の、現在見えるヴェネツィア・ゴシック様式の建物は、8世紀に築かれた既存の建築物を覆う形で15世紀に建築が開始され、16世紀に建築家ピエトロ・ロンバルドの手によって完成した。その後18世紀から行われた補修の影響もある。内部には聖母に捧げられた祭壇があり、右側の側廊には総大司教ペリグリヌス2世（在位: 1195年 − 1204年）の祭壇画 (Altarpiece of Pellegrinus II) がある。銀の衝立に刻まれたラテン語の文字は、個々の文字を打刻したものである。大聖堂には大理石でつくられた八角形の円蓋がついている。主祭壇は1185年につくられたものである。
大聖堂に付設されたキリスト教博物館 (it:Museo diocesano cristiano e del tesoro del duomo di Cividale del Friuli) は、ローマやランゴバルドのさまざまな美術工芸品を収蔵しており、かつては大聖堂を飾っていた金や銀、象牙の作品がある。
15世紀に築かれた悪魔橋は、サンマルティノ教会との間を結んでいる。この教会には、8世紀にランゴバルド王ラトキス (Ratchis) が寄進した祭壇がある。
ナティゾーネ川のほとりのガスタルダガ地区にあるサンタ・マリーア・イン・ヴァーレ小礼拝堂（通称ロンバルド寺院） (it:Tempietto longobardo) は、8世紀後半ごろにまでさかのぼる中世中期・盛期の建築である。かつてのロンバルド人の居住区にあるこの教会は、ランゴバルド人の王侯の宮廷礼拝堂として用いられたと考えられる。11世紀か12世紀につくられたスタッコ（化粧しっくい）は、ビザンティン文化の影響を受けたものである。
「ガスタルダガ地区と司教関連建造物群」は、ユネスコの世界遺産「イタリアのロンゴバルド族:権勢の足跡 (568-774年)」の一部として登録されている。

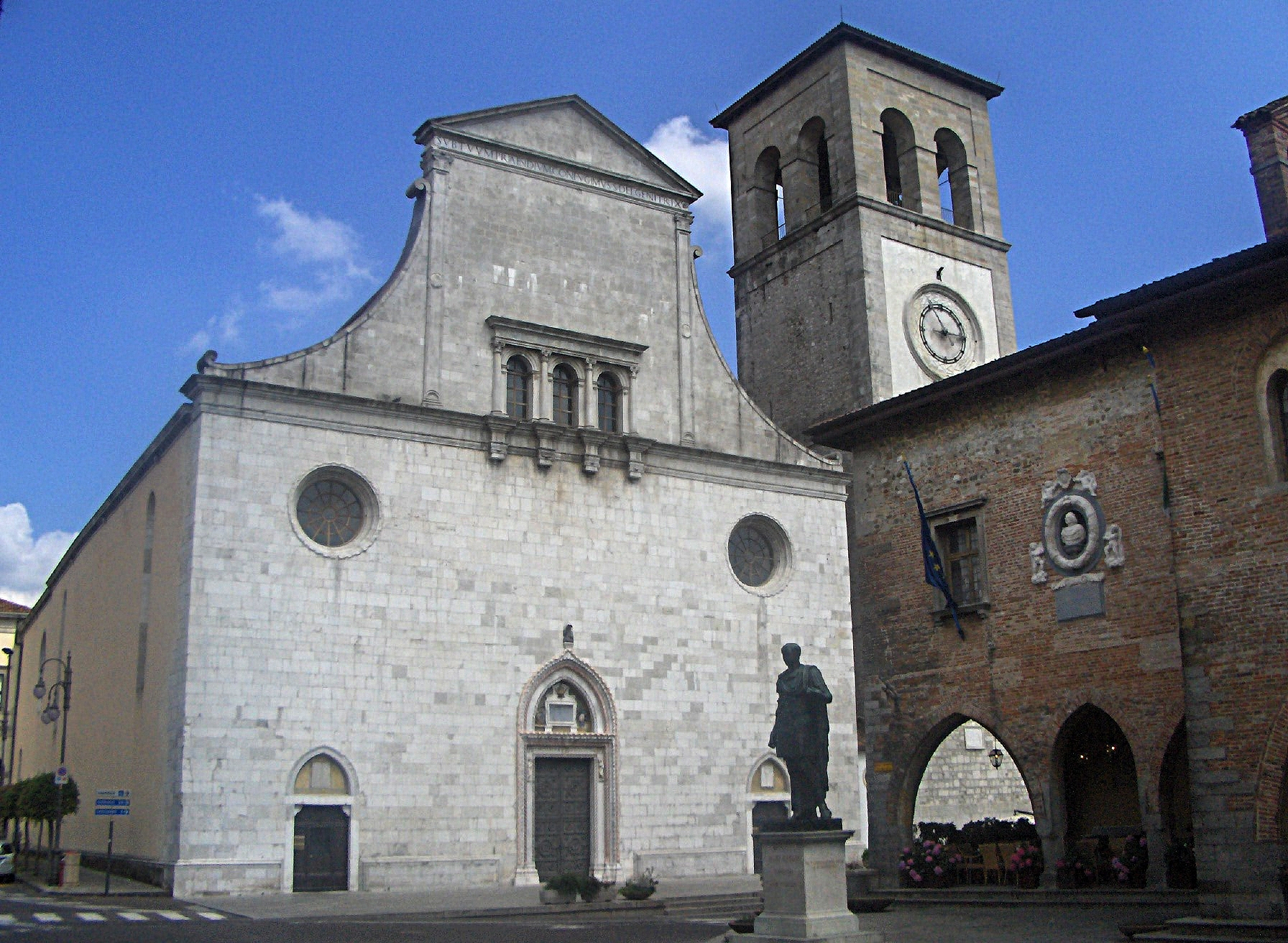
チヴィダーレのドゥオーモ
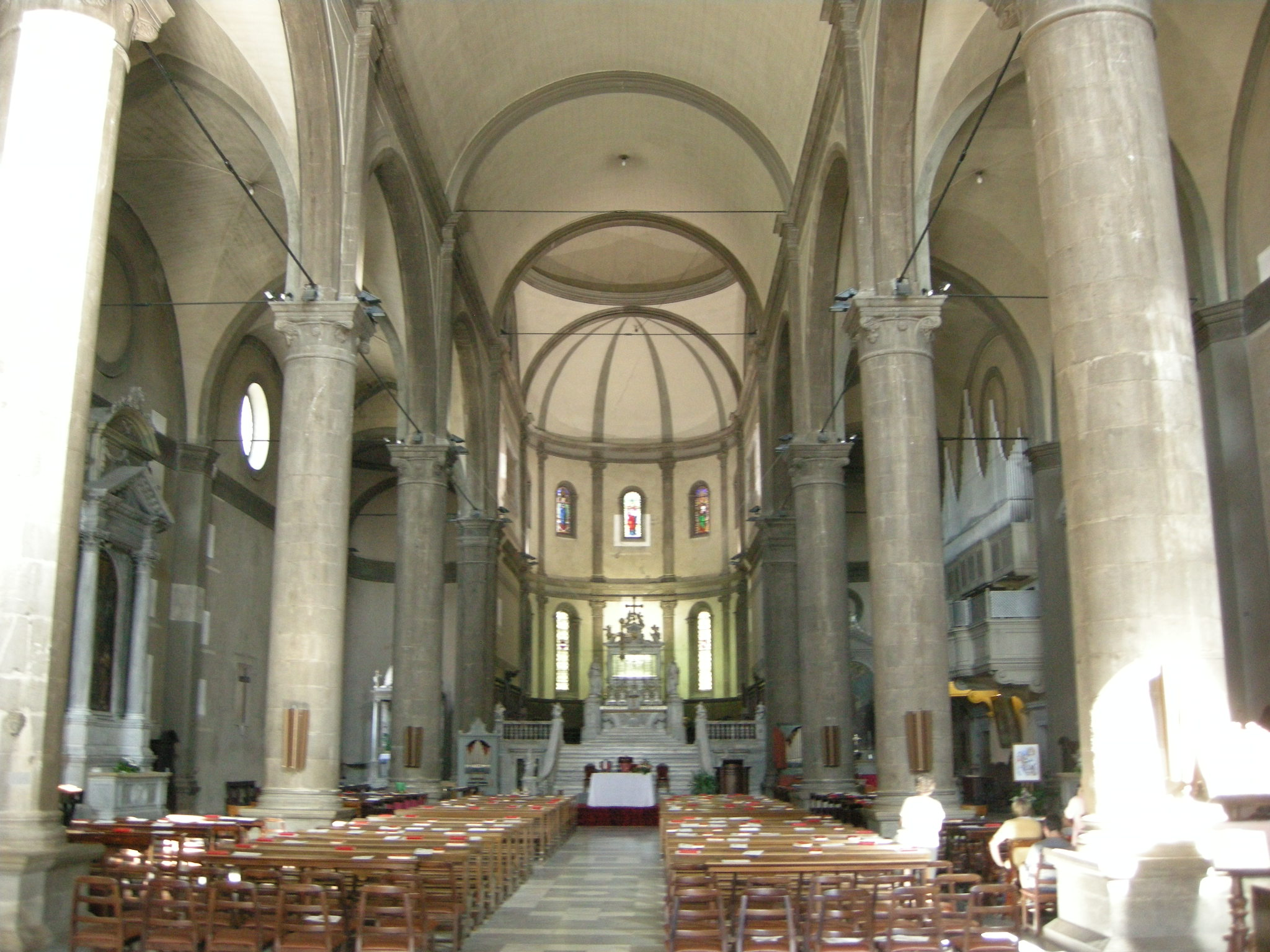
ドゥオーモ内部
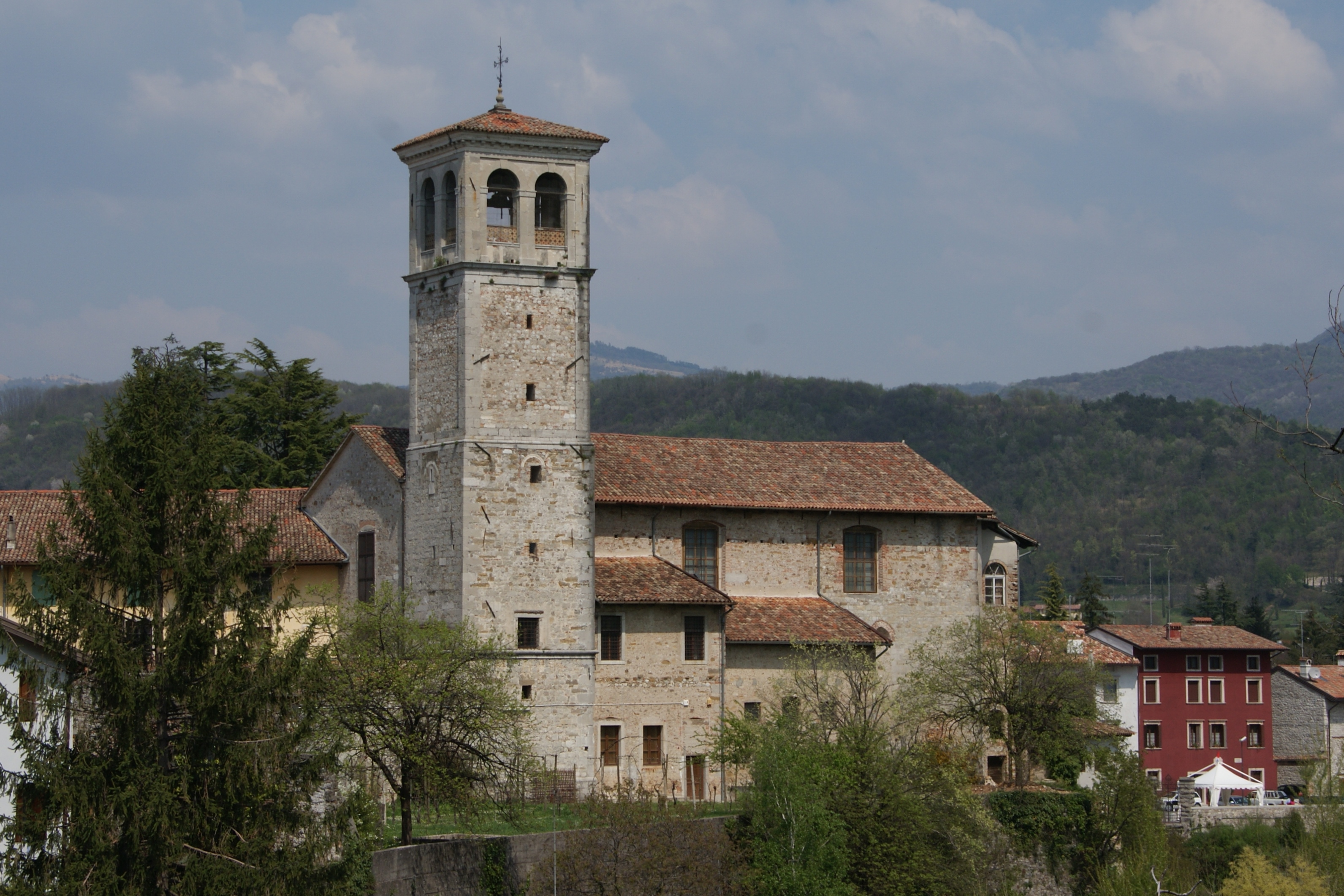
ロンバルド寺院
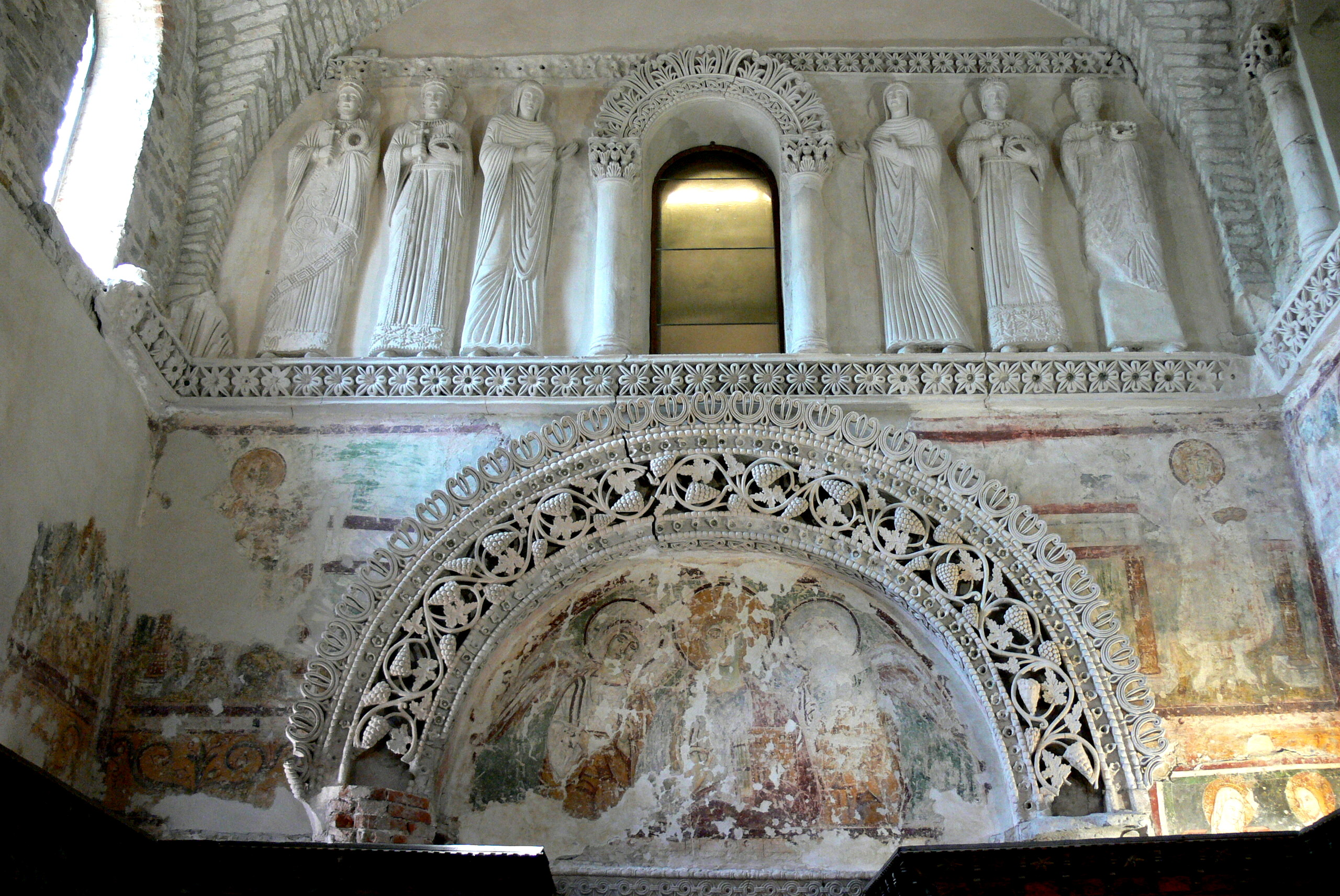
ロンバルド寺院内部
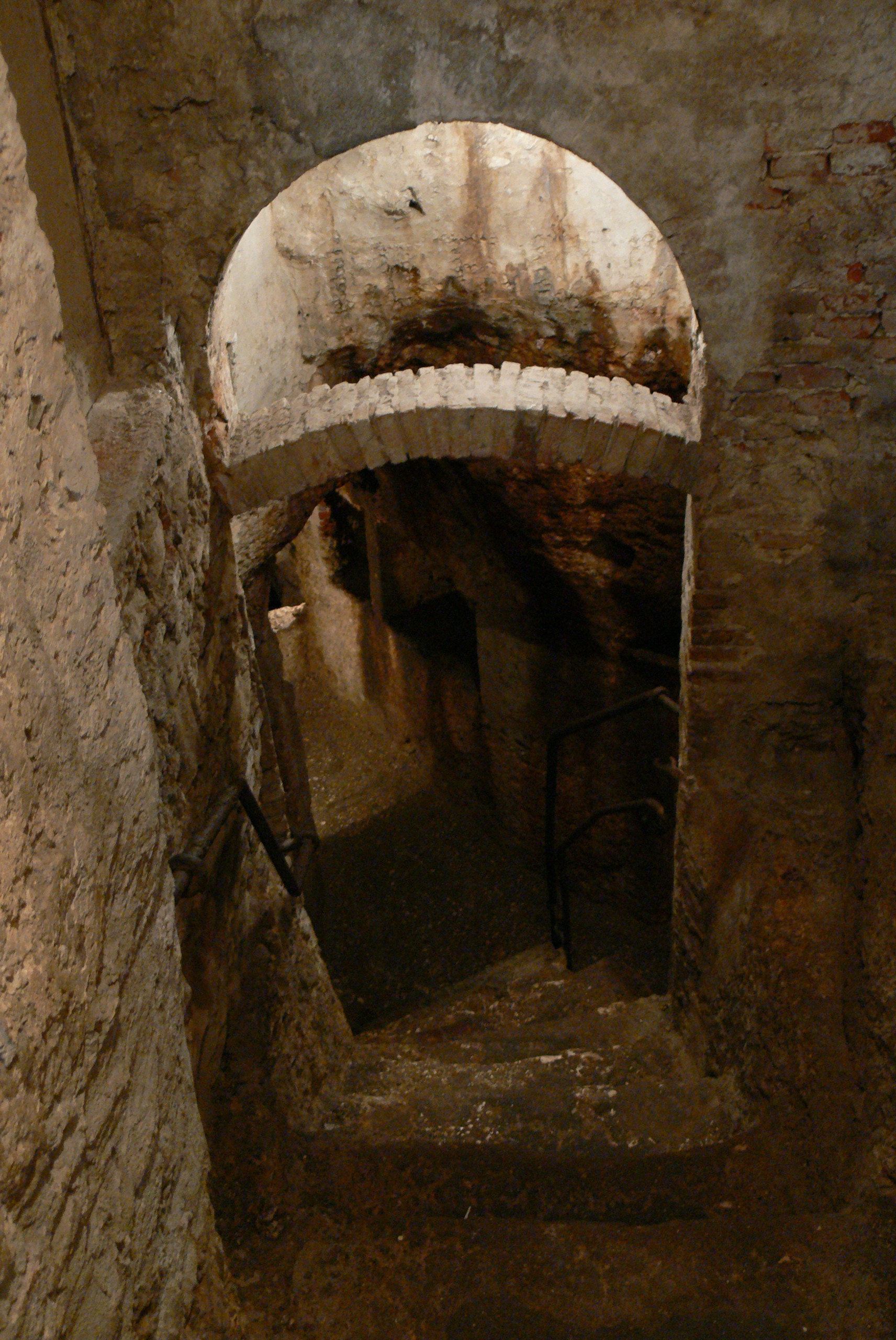
ヒュポゲウム
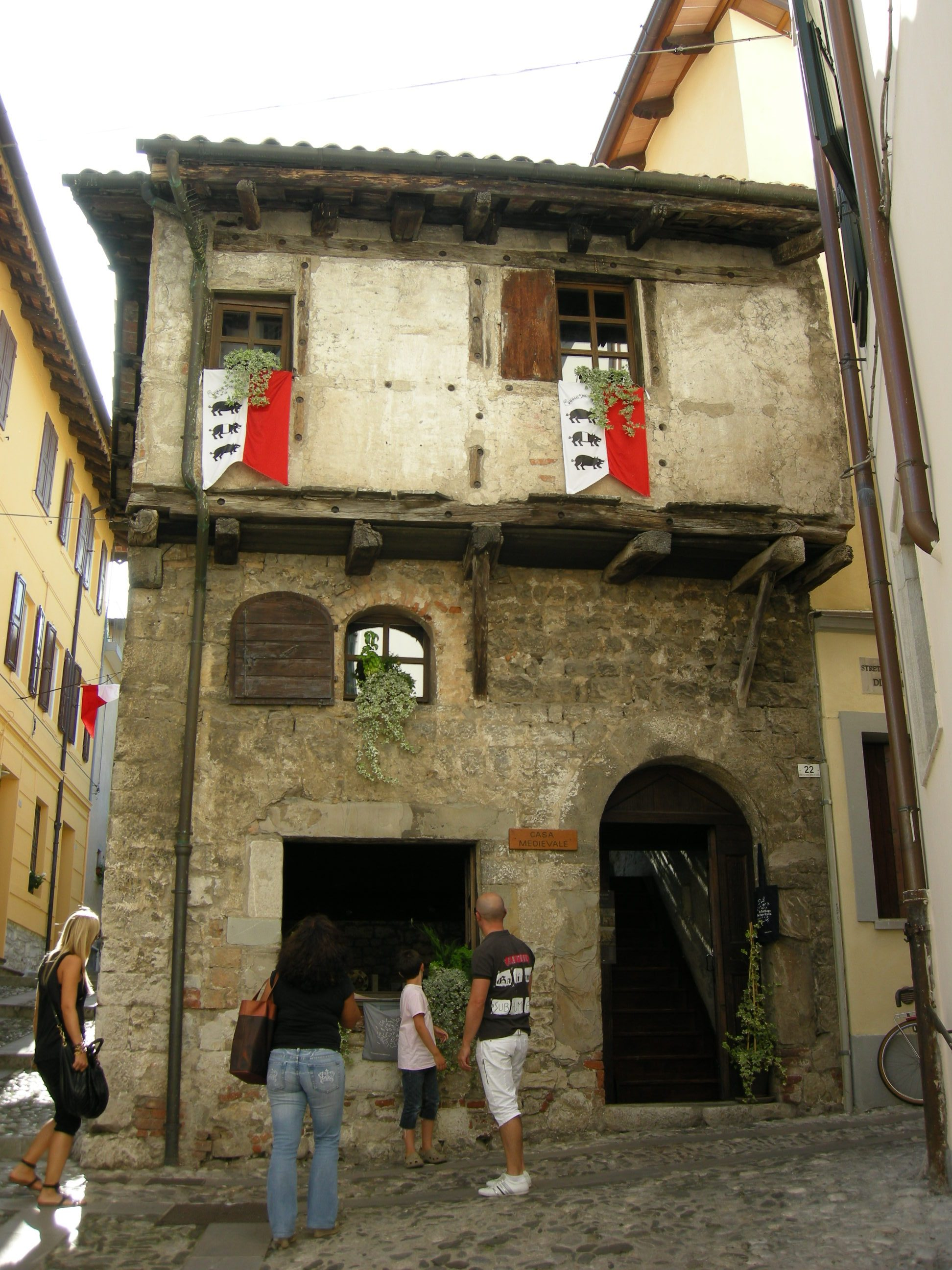
市内に残る中世の家屋
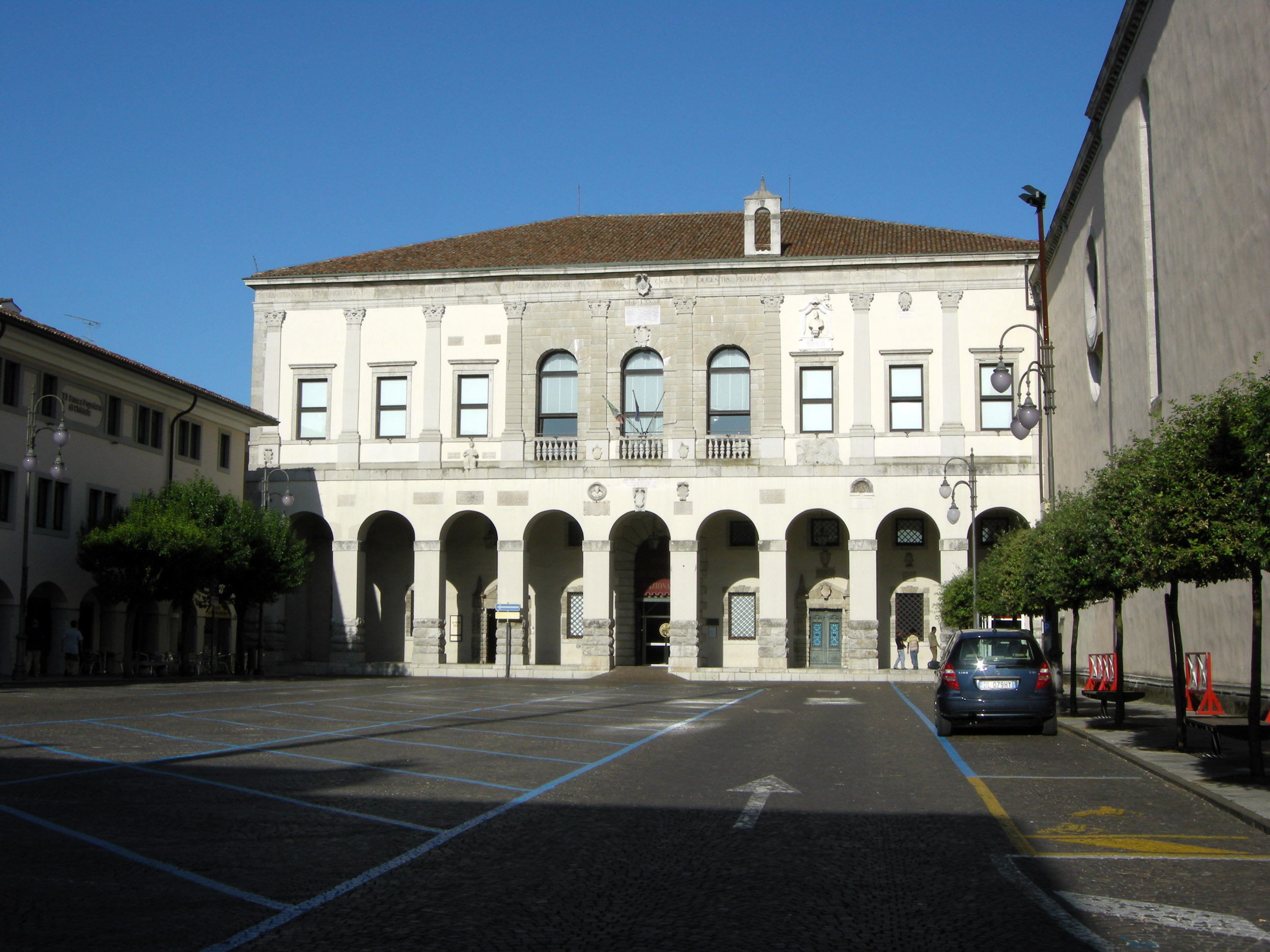
パラッツォ・プレトリオ